# Ignace Heinrich

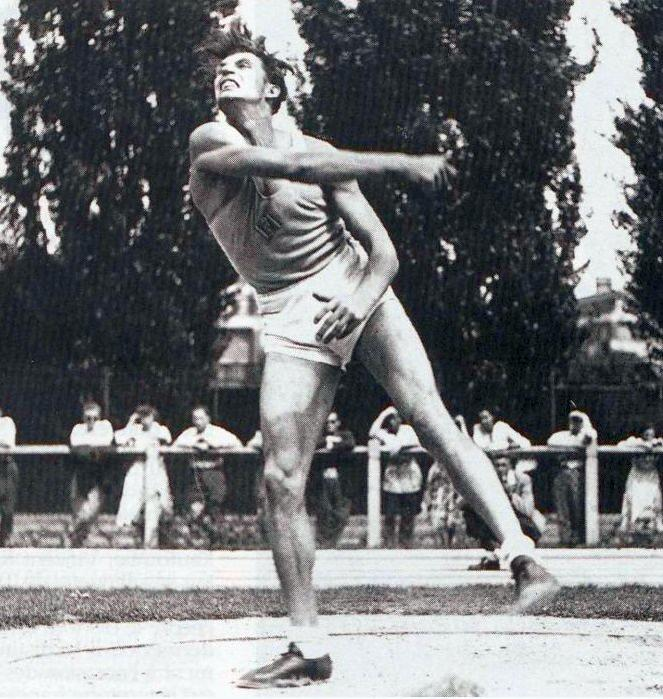
Ignace Heinrich (Ende 1940er Jahre)

Ignace Heinrich (* 31. Juli 1925 in Ebersheim, Département Bas-Rhin; † 9. Januar 2003 in Carnoux-en-Provence, Département Bouches-du-Rhône) war ein französischer Leichtathlet und Mitgründer einer Gemeinde in Frankreich. Bei einer Körpergröße von 1,93 m betrug sein Wettkampfgewicht 92 kg.

## Leben
Nachdem der Elsässer Bauernsohn Ignace Heinrich von der deutschen Wehrmacht desertiert war, befand er sich zunächst in sowjetischer Gefangenschaft. Im Sommer 1945 durfte er in seine Heimat zurückkehren.
1947 absolvierte er seinen ersten Zehnkampf für Racing Straßburg und erreichte 6300 Punkte. Bei den Olympischen Spielen 1948 in London gewann er mit 6974 Punkten Silber hinter dem US-Amerikaner Bob Mathias. 1950 bei den Europameisterschaften in Brüssel gewann Heinrich mit 7364 Punkten vor dem Isländer Örn Clausen mit 7297 Punkten. Bei den Olympischen Spielen 1952 in Helsinki gab er nach der sechsten Disziplin auf.
Ignace Heinrich war 1947, 1948, 1949 und 1952 französischer Meister im Zehnkampf. Außerdem gewann er Meistertitel im Weitsprung 1949 im 110-Meter-Hürdenlauf 1952 und im Stabhochsprung 1952. Er startete 26-mal im französischen Nationaltrikot, wobei er außer im Zehnkampf in sieben weiteren Disziplinen eingesetzt wurde. Seinen fünften und letzten französischen Rekord erreichte er 1951 mit 7476 Punkten, die 6934 Punkten nach heutiger Tabelle entsprechen.
Später ging er nach Französisch-Marokko. Nach der Unabhängigkeit Marokkos zog er in das ab 1957 von französischen Siedlern aus Marokko und algerischen Pied-noirs aufgebaute Carnoux-en-Provence nahe Marseille, wo er Leitungsfunktionen übernahm und zu den fünf Aktivisten zählte, die den Ausbau der Coopérative Immobilière Française (CIF) zu einer Gemeinde vorantrieben.